# Антипатриди
Антипатриди су били македонска династија чији је оснивач био Касандар, син Антипатеров, а који се године 302. п. н. е. прогласио македонским краљем. Династија није потрајала дуго; године 294. п. н. е. су је свргнули Антигониди.
Владари Антипатридске династије:
- Антипатер
- Касандар (302-297. п. н. е.)
- Филип IV Македонски (297. п. н. е.)
- Александар V Македонски (297-294. п. н. е.)
- Антипатер II Македонски (296-294, 279. п. н. е.)
- Состен Македонски (279-277. п. н. е.)